# یواس‌اس لنکستر (۱۸۵۸)
یواس‌اس لنکستر (۱۸۵۸) (به انگلیسی: USS Lancaster (1858)) یک کشتی بود که طول آن ۲۳۵ فوت ۸ اینچ (۷۱٫۸۳ متر) بود. این کشتی در سال ۱۸۵۸ ساخته شد.